# Borrower
Ne doit pas être confondu avec The Borrowers.
Pour plus de détails, voir Fiche technique et Distribution.
Borrower (The Borrower) est un film américain réalisé par John McNaughton, sorti en 1991.

## Synopsis
Les extraterrestres punissent l'un des leurs en l'envoyant sur terre. L'extraterrestre est très violent et, lorsque le corps qu'il occupe est endommagé, il doit en trouver un autre.

## Fiche technique
- Titre : Borrower
- Titre original : The Borrower
- Réalisation : John McNaughton
- Scénario : Mason Nage et Richard Fire
- Production : Herbert Coleman (de), Steven A. Jones, R.P. Sekon
- Musique : Ken Hale, Robert McNaughton et Steven A. Jones
- Photographie : Julio Macat et Robert C. New
- Montage : Elena Maganini
- Pays d'origine :  États-Unis
- Format : Couleurs
- Genre : Comédie horrifique de science-fiction
- Date de sortie : 1991

## Distribution
- Rae Dawn Chong (VF : Maïk Darah) : Diana Pierce
- Don Gordon (VF : Claude Joseph) : Charles Krieger
- Tom Towles (VF : Georges Berthomieu) : Bob Laney
- Antonio Fargas (VF : Albert Augier) : Julius
- Neil Giuntoli (VF : Philippe Vincent) : Scully
- Larry Pennell (VF : Gérard Dessalles) : Capitaine Scarcelli
- Pam Gordon (VF : Véronique Augereau) : Connie
- Tony Amendola (VF : Jean-Jacques Nervest) : Dr. Cheever
- Robert Dryer : Borrower / Humain
- Mädchen Amick : Megan
- Tonya Lee Williams : Infirmière du bureau